# Żarki Wielkie
Żarki Wielkie (deutsch Groß Särchen, sorbisch Zdźary) ist ein Kirchdorf in der polnischen Gemeinde Trzebiel (Powiat Żarski) in der Woiwodschaft Lebus und liegt im heute polnischen Teil der Niederlausitz.

## Geographie

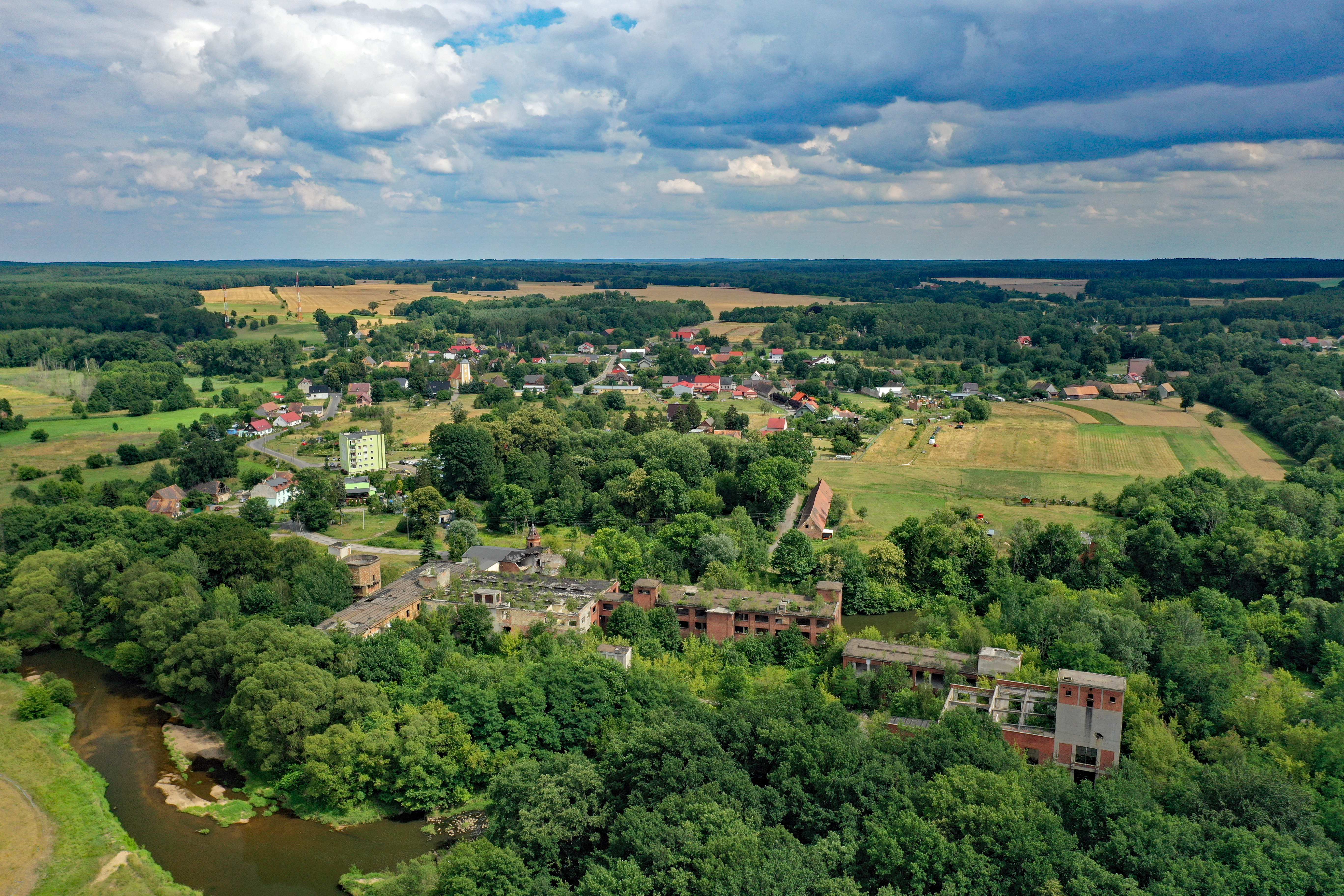
Luftbild, im Vordergrund Neiße und Ruine der ehemaligen Kartonpapierfabriken AG

Żarki Wielkie liegt fünf Kilometer nordöstlich von Bad Muskau an der Lausitzer Neiße gegenüber von Pusack (Gemeinde Neiße-Malxetal). Zwischen Żarki Wielkie und dem südöstlichen Nachbarort Żarki Małe (Klein Särchen) verläuft die Landesstraße 12 von Łęknica (Lugknitz) über Trzebiel (Triebel) in Richtung der Kreisstadt Żary (Sorau).

## Geschichte
Der eingedeutschte Name Särchen und der polonisierte Name Żarki gehen auf das altsorbische Wort žarŭ (Brand) zurück, was auf eine Brandrodung zur Besiedlung hinweist. Der Namenszusatz Groß beziehungsweise Wielkie dient der Unterscheidung von Żarki Małe (Klein Särchen).

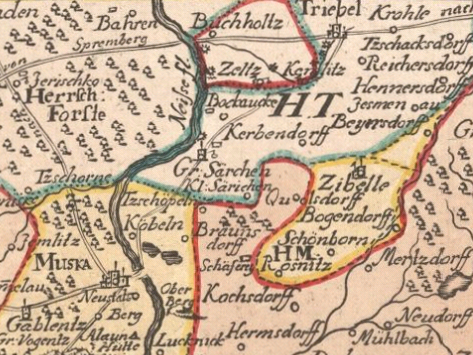
Ausschnitt aus Schreibers Karte (1745). Das Gebiet der Standesherrschaft Muskau ist gelb markiert.

Groß Särchen gehörte ursprünglich wohl zur Herrschaft Triebel. Das von ihr abgespaltene Schloss Sar gehörte um das Jahr 1400 Wichmann von Kamenz. Ihm folgten die Herren von Biberstein auf Sorau, die das Schloss und die beiden Dörfer Groß- und Klein Särchen nebst dem Dorf Tschöpeln für 300 Schock Groschen verpfändeten.
Von der Sorauer Herrschaft fiel Groß Särchen 1552 an das Fürstentum Sagan, gelangte jedoch in den Pfandbesitz der benachbarten Herrschaft Muskau, die bis 1551 ebenfalls in Bibersteinischem Besitz war. In einer 1597 ausgestellten Verkaufsurkunde der Herrschaft Muskau wird „das Dorff Groß Serichen, sambt der Fischerey in den Lachen vnnd andern Zugehorungen“ als Teil dieser Herrschaft aufgeführt. Bereits im Jahr 1600 wurden Groß- und Klein Särchen an die Gebrüder von der Heide verkauft. Ein Anteil von Groß Särchen scheint 1602 gegen Neudorf bei Pechern getauscht worden zu sein. In Johann George Schreibers Karte der Standesherrschaft Muskau und des Priebussischen Kreises (1745) liegt das Kirchdorf Groß Särchen wieder in der Herrschaft Triebel.

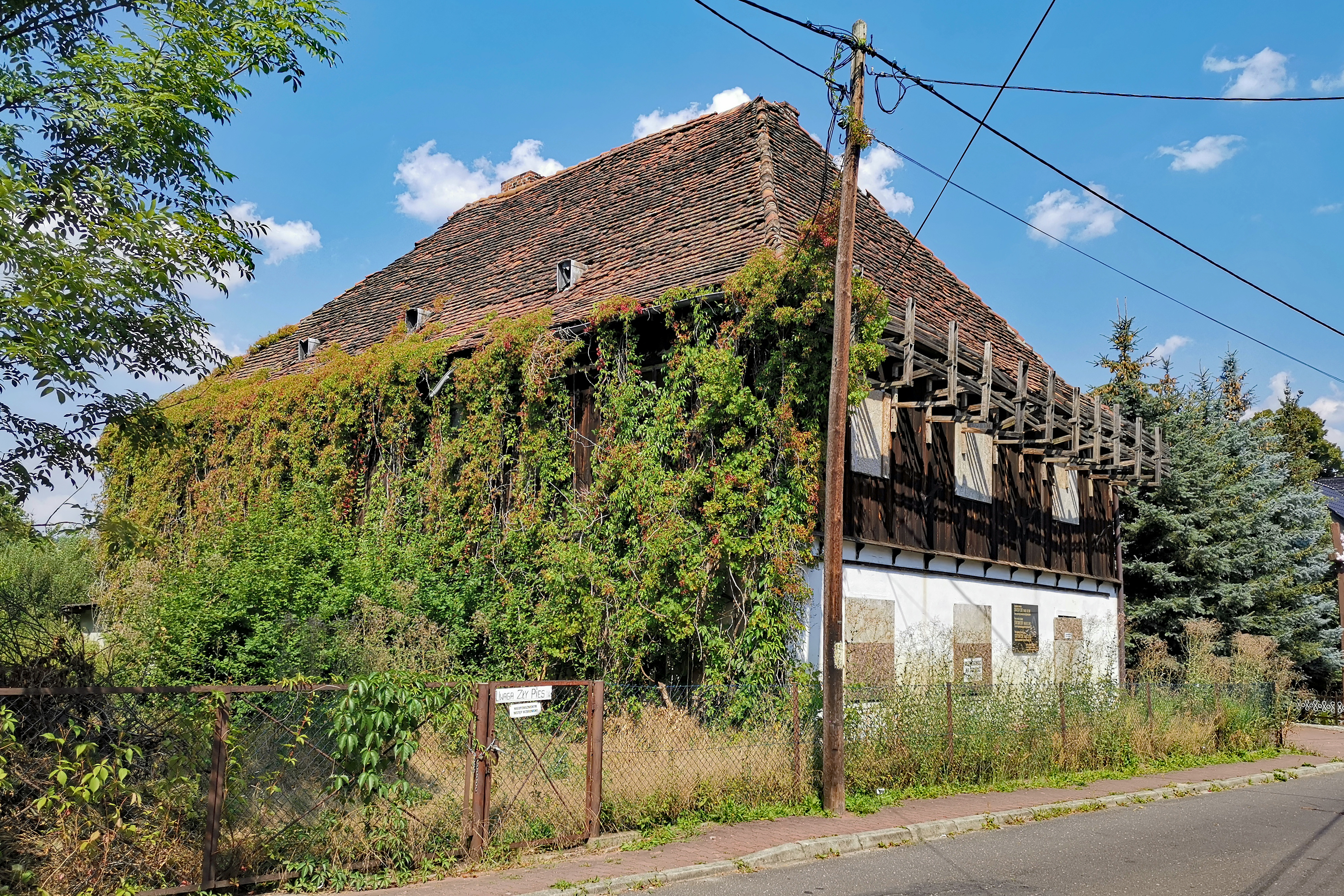
Gustav Theodor Fechners Geburtshaus

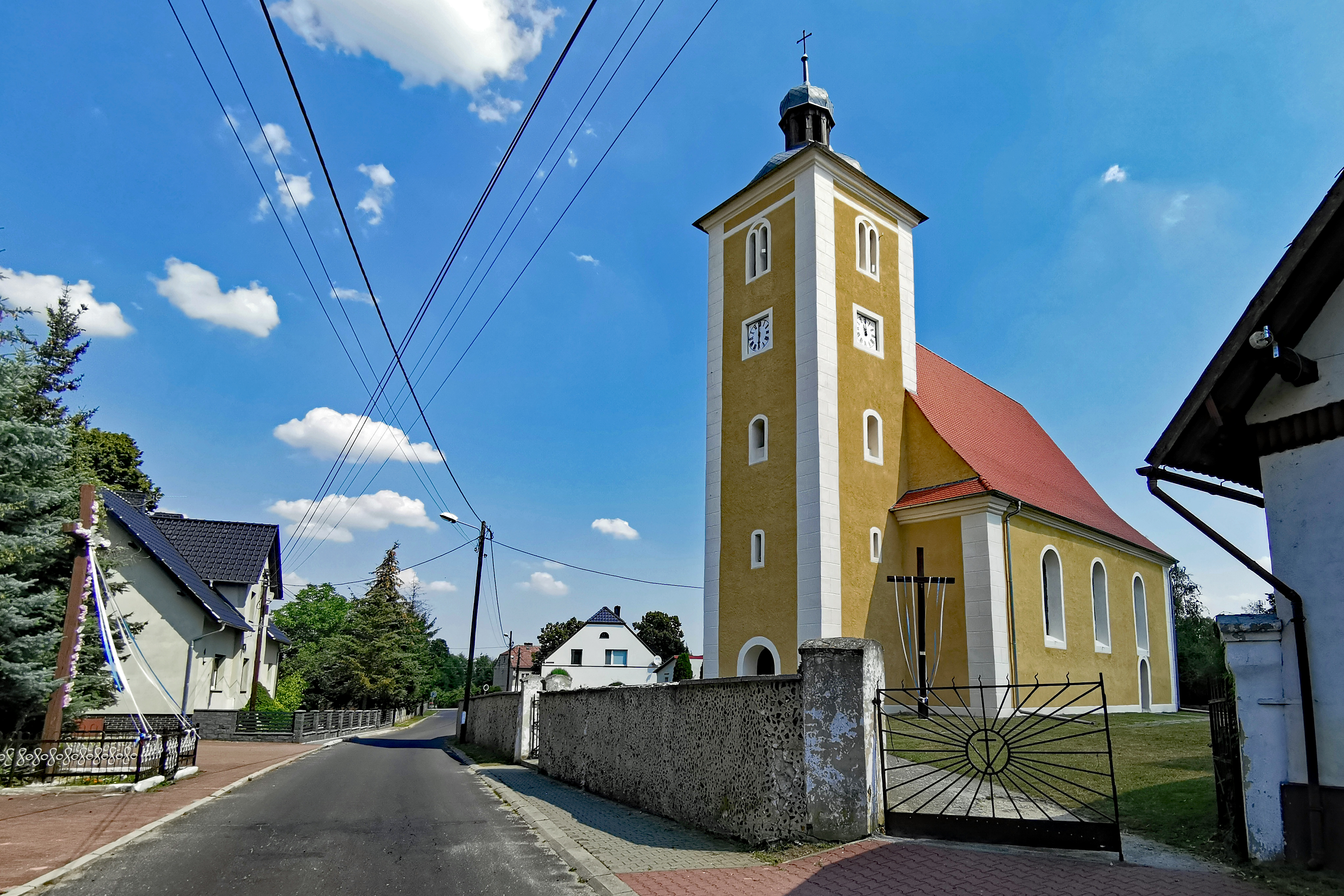
Ulica Kościelna und Kirche

Durch die preußische Verwaltungsreform wurde Groß Särchen 1818 dem brandenburgischen Landkreis Sorau zugeordnet, dessen südlichen Abschluss Klein Särchen bildete.
Bis ins 19. Jahrhundert hinein gehörte Groß Särchen zu den letzten Orten am Ostufer der Neiße, in denen Sorbisch gesprochen wurde. Bis zum Ende des Jahrhunderts war der Sprachwechsel zum Deutschen jedoch auch hier fast vollständig abgeschlossen.
Der Bau der Bahnstrecke Muskau–Teuplitz schloss Groß Särchen 1898 mit einem Bahnhof an das Bahnnetz an, was die weitere Ortsentwicklung begünstigte. Die Einwohnerzahl stieg, nicht zuletzt durch die ständige Erweiterung der Kartonpapierfabriken Groß Särchen, von 919 im Jahr 1910 auf 1171 im Jahr 1939 an.
Die Neißebrücke zwischen Groß Särchen und Pusack wurde gegen Ende des Zweiten Weltkriegs von der Wehrmacht gesprengt. Nachdem Stalin eine Westverschiebung Polens durchsetzen konnte und die deutsch-polnische Grenze seitdem entlang der Oder-Neiße-Linie verläuft, wurde Groß Särchen ein polnischer Grenzort und die Brücke wurde nicht wiedererrichtet. Der neue Name Żarki Wielkie orientiert sich am slawischen Ursprung des eingedeutschten Namens. Das Dorf wurde in die Gemeinde Niwica (Zibelle) eingegliedert und kam 1976 nach der Auflösung derselben zur Gemeinde Trzebiel.
Seit 1966 wird an einem Neißenebenkanal ein Wasserkraftwerk betrieben, das eine installierte Leistung von 620 kW hat und durchschnittlich 2400 MWh pro Jahr erzeugt.
Die katholische Kirchgemeinde wurde nach dem Zweiten Weltkrieg durch die Pastoren von Tuplice und Niwica betreut und erhielt erst 1971 einen eigenen Vikar. Die Kirche untersteht dem Dekanat Łęknica und der Diözese Zielonogórsko-Gorzowska.

## Baudenkmäler
Nach dem Institut für nationales Erbe sind drei Gebäude in Żarki Wielkie geschützt:
- die Kirche von Anfang des 19. Jahrhunderts
- das Wohnhaus von Józef Górski von 1790
- das hölzerne Wohnhaus aus der 1. Hälfte des 19. Jahrhunderts in der Straße Zwycięstwa 30

## Söhne und Töchter des Ortes
- Eduard Clemens Fechner (1799–1861), Maler und Graphiker
- Gustav Theodor Fechner (1801–1887), Psychologe, Physiker und Naturphilosoph (sein Geburtshaus trägt eine Gedenktafel)